# Rio Pirapora
O rio Pirapora é um rio brasileiro do estado de São Paulo. Nasce na localização geográfica latitude: 23º46'47" Sul e longitude: 47º19'38" Oeste, próximo a Piedade, atravessa a cidade, segue em direção noroeste cruza Salto de Pirapora e vai se juntar ao rio Sarapuí.